# Episodi di Sopravvissuti
La prima stagione di Sopravvissuti, composta da 12 episodi, è stata trasmessa in prima visione su Rai 1 dal 3 ottobre 2022 con due episodi in sei prime serate. I primi due episodi sono stati pubblicati in anteprima su RaiPlay il 1º ottobre 2022.
| nº | Titolo               | Prima TV         |
| -- | -------------------- | ---------------- |
| 1  | Il ritorno           | 3 ottobre 2022   |
| 2  | Tempesta             | 3 ottobre 2022   |
| 3  | Alla deriva          | 10 ottobre 2022  |
| 4  | Stranieri            | 10 ottobre 2022  |
| 5  | Segreti              | 17 ottobre 2022  |
| 6  | Il cerchio si chiude | 17 ottobre 2022  |
| 7  | Assassini            | 24 ottobre 2022  |
| 8  | Bugie                | 24 ottobre 2022  |
| 9  | Speranza             | 31 ottobre 2022  |
| 10 | Vittime              | 31 ottobre 2022  |
| 11 | Fantasmi             | 1º novembre 2022 |
| 12 | Espiazione           | 1º novembre 2022 |

## Il ritorno
La nave Arianna, dedicata alla figlia dell'armatore Armando Leone scomparsa prematuramente, salpa per una lunga traversata verso le Canarie dal porto di Genova con ben dodici passeggeri a bordo per scopi di beneficenza e tra di essi si unisce lo stesso Armando che parte assieme alla giovane compagna Léa. Tra i passeggeri spicca la madrina dell'impresa, la famosa attrice Giulia Morena che parte insieme al marito Frank, prestigioso e affermato architetto, e al timido figlio Nino, per poter aiutare quest'ultimo in un momento particolarmente difficile dato che i due hanno preso la decisione di fargli cambiare scuola a causa degli atti di bullismo che il ragazzo subisce quotidianamente. Al fianco di Armando come capitano della barca c'è il coraggioso Luca Giuliani, nonché vecchio amico della figlia defunta dell'uomo, che parte lasciando a terra la sua famiglia composta dall'amata moglie Sylvie e le due figlie Maia e Camilla, non prima di averle affidate alle cure del suo fidato amico fraterno Stefano Bonanno, anch'egli grande amico di Arianna. 
Alla traversata oceanica partecipa anche il fratello di Stefano, l'enigmatico e diffidente Lorenzo, che sale a bordo portandosi di nascosto una pistola.
Assieme a loro parte anche il medico che ha seguito Arianna nella malattia: Gabriele, figlio dell'ostinata ispettrice di polizia Anita Clementi, con l'introversa moglie Marta. Partono anche Matteo e Lara Mayer, il primo è un operaio del cantiere Leone e la seconda è una giovane giornalista che ha il compito di documentare tutto il viaggio e sono rispettivamente i figli dell'anziano Emanuele Mayer, il quale fa promettere a Lara prima della partenza di proteggere il fratello.
Infine, a loro si aggiunge pure il gentile e religioso Tano Russo, un altro operaio del cantiere, reduce da un terribile lutto che lascia a Genova la moglie Paola, poiché all'ultimo ha preferito rimanere tirandosi indietro. Tutti i familiari salutano con gioia l'Arianna che inizia il suo lungo viaggio, ma neanche il tempo di partire che a bordo cominciano i primi litigi e disagi tra i passeggeri: tra Luca e Lorenzo, non scorre tanto buon sangue e Giulia scopre dal cellulare del marito che lui l'ha tradita con sua sorella Titti, scatenando il rancore di Giulia e la rabbia mista alla delusione di Nino.
La nave raggiunge in poco tempo le coste africane e però, dopo sole due settimane di viaggio, va incontro ad una violentissima tempesta che manomette quasi del tutto il funzionamento del motore, dei comandi e delle apparecchiature della barca e raggiunge un esito estremamente tragico quando l'albero maestro viene distrutto dal forte vento e durante la burrasca muore anche il fratello di Lara, Matteo, sotto gli occhi sconvolti e impotenti di Luca, Lara e Armando, in prima linea, poi con l'aggiunta di Lorenzo, durante l'emergenza. L'Arianna inoltre viene investita da una tromba d'aria che fa disperdere la barca e l'equipaggio nel nulla. 
Un anno dopo la tragica scomparsa dell'Arianna, a Genova, le famiglie dei passeggeri scomparsi attendono ancora il ritorno dei propri cari ma quando le speranze stanno per essere del tutto abbandonate, viene finalmente ritrovato il relitto presso le coste venezuelane. La notizia riempie di felicità e sollievo i familiari, per poi venire brutalmente sostituiti da un immenso dolore quando viene rivelato dalle forze dell'ordine che solo sei di quei dodici passeggeri partiti sono sopravvissuti. Credendo il marito ormai morto, la moglie di Luca Giuliani (capitano della nave), Sylvie, si era rifatta una vita intrattenendo una relazione con il migliore amico di lui e socio, Stefano Bonanno, il cui fratello Lorenzo è un altro dei sopravvissuti. Inoltre, Emanuele Mayer, dopo essere venuto a conoscenza che sia Matteo che Lara sono morti, per la disperazione si suicida nel suo appartamento mentre anche Anita apprende che il figlio Gabriele non c'è più e ha un crollo emotivo.
I sopravvissuti alla catastrofe dell'Arianna, oltre Luca e Lorenzo, sono Marta Silvestri (moglie di Gabriele e nuora di Anita), Léa Dumont (l'amante di Armando Leone), Nino Berger (figlio di Giulia e Frank e nipote di Titti) e Tano Russo (marito di Paola) e in più assieme a loro c'è anche una misteriosa ragazza straniera, la quale non era partita dall'Italia ma è stata ritrovata assieme ai superstiti. Il gruppo degli ex naufraghi viene accolto dai familiari e viene avvisato dalla polizia di doversi presentare in questura per fare le loro deposizioni sulla vicenda. Da uno scambio di sguardi tra Luca e Lorenzo e in seguito dopo un breve confronto tra lo stesso Luca e Marta in un luogo appartato, si intuisce che i sopravvissuti si sono messi d'accordo e nascondono qualcosa.
I superstiti, ancora sotto shock e visibilmente stanchi, ritornato a Genova dalle loro famiglie e alle proprie case e cercano di ripartire da dove si erano fermati prima della partenza, ma legati da un terribile segreto.
- Ascolti: telespettatori 4 038 000 – share 19,80%.[2]

## Tempesta
Per i naufraghi non è per niente facile tornare alla normalità delle loro vite di prima, perché ai loro occhi tutto è cambiato: Luca, sente che deve ricostruire la relazione con la moglie e le figlie, nonostante Maia dimostra di essere colei che più di tutti vuole sostenere e aiutare il padre a riambientarsi avendo aspettato a lungo il suo ritorno con pazienza e ferma fede mentre sua madre Sylvie è turbata dai sensi di colpa per averlo tradito con Stefano (il quale si è fatto da parte per non darle difficoltà e per non dare ulteriori dispiaceri a Luca) e la piccola Camilla deve riabituarsi alla vicinanza e presenza di Luca, che per troppo tempo è stata sostituita da Stefano.
E pure per gli altri superstiti, il rientro a casa non è dei migliori e non se la passano meglio. 
Lorenzo torna a vivere nella vecchia casa appartenuta ai genitori tenendo a distanza il fratello Stefano e vi si stabilisce assieme alla ragazza straniera che si fa chiamare Alex, la quale ha difficoltà con la lingua, con l'ambiente che la circonda ma Lorenzo le garantisce che è al sicuro e che nessuno la potrà trovare. Marta, ancora scombussolata ritorna nell'appartamento dove viveva con Gabriele e inizia ad avvertire uno strano malessere fisico che la fa vomitare spesso e inoltre comincia a soffrire e a non gradire più di tanto le troppe attenzioni della suocera, la poliziotta Anita Clementi, profondamente addolorata e scossa per la morte del figlio. Tano invece, anch'egli ancora sconvolto, torna a vivere dalla moglie Paola, la quale lo accoglie calorosamente e con gioia. La donna rivela al superstite tra le lacrime che i due sono diventati per la seconda volta genitori quando gli presenta il neonato Filippo, del quale era rimasta incinta il giorno stesso della partenza di Tano. L'uomo sembra non essere contento della notizia e viene a sapere per di più che Paola ha messo in vendita la loro casa, trovandosi in enorme disaccordo con lei e si oppone fermamente a questa scelta, mostrando fin da subito dei chiari scatti di rabbia dovuti a delle crisi post traumatiche. 
Nino si chiude in sé stesso e non vuole relazionarsi con nessuno, soprattutto con la zia Titti che è diventata suo tutore, dopo aver scoperto che era l'amante del padre tradendo così sua madre Giulia, finendo per sprofondare in una vera e propria crisi emotiva e psicologica. Léa invece, nella casa appartenuta Armando, riceve una visita inattesa dall'ex moglie dell'uomo, Bianca, la quale l'avvisa minacciosamente che si riprenderà tutto quello che è suo di diritto e che le toglierà ogni cosa come Léa ha fatto con lei.
Arriva il giorno delle deposizioni in questura e di fronte agli inquirenti i sopravvissuti forniscono la stessa versione, ovvero che durante l'incubo della terribile tempesta che ha travolto l'Arianna oltre Matteo Mayer sono morti anche tutti gli altri sei rimanenti dell'equipaggio e confermano anche alla polizia di non sapere da dove provenga in realtà Alex, dichiarando di averla salvata e trovata in mare subito dopo la burrasca e che quest'ultima non ricordava nulla del suo passato. 
I flashback del passato però rivelano che l’unico ad avere perso veramente la vita per la violenta burrasca è stato proprio il figlio di Emanuele Mayer, il cui corpo è stato ritrovato in mare pochi giorni dopo. Gli altri il giorno successivo, quando è tornato il sereno, erano invece ancora vivi. Anita non è convinta delle deposizioni ed intuisce, anche dal modo in cui si sono guardati i superstiti, che c’è qualcosa di strano nel loro racconto, ma non sa cosa sospettando che il racconto sia stato concordato dal gruppo. 
A fine episodio, Anita è decisa più che mai a scoprire la verità che i sopravvissuti sembrano nascondere, Léa incontra sua sorella gemella Adèle, Lorenzo tinge ad Alex i capelli di nero, Tano viene sentito da Paola mentre parla da solo nella camera del figlio morto, Simone, Marta scopre con sgomento di essere incinta e Nino, chiuso da solo nella sua stanza, disegna delle immagini misteriose e raccapriccianti su dei fogli, in particolare il ritratto di una bambina dai capelli rossi, la stessa dell'incubo di Luca.
- Ascolti: telespettatori 3 193 000 – share 19,40%.[2]

## Alla deriva
Anita Clementi, nonostante gli ammonimenti del vicequestore Sofia Morelli e del collega Ivan De Santis, continua a indagare per conto proprio e a non fidarsi della nuora Marta, avendo la conferma dei suoi sospetti quando la sorprende a casa in compagnia di Lorenzo Bonanno. Una sera l’ispettrice fa visita ad Alex, la ragazza senza identità trovata in mare dal gruppo, ospite a casa di Bonanno, con il quale si scontra duramente estraendo persino la pistola di ordinanza. Luca fa ritorno al lavoro notando la moglie mentre accarezza il viso a Stefano. Dopo aver visitato il cantiere, Luca va a casa di Nino rimproverandolo per i disegni ambigui che ha fatto e riuscendo a portarlo a fare una passeggiata a Quarto. Léa, la compagna sopravvissuta di Armando Leone, riceve un avviso di sfratto dalla moglie dell’uomo.
Tornando alla scomparsa dei navigatori, dopo la tempesta sono riusciti a tamponare la voragine che si era creata nell’imbarcazione e in mare Lara è terrorizzata dalla vista del cadavere del fratello Matteo, morto durante la tromba d'aria.
- Ascolti: telespettatori 3 017 000 – share 14,91%.[3]

## Stranieri
La ragazza senza identità continua a non ricordare nulla e rivela alla Morelli dell’irruzione fatta dalla Clementi, la quale riceve un ultimatum dalla sua superiora. Luca torna a lavorare al cantiere dove ritrova anche Lorenzo, che pretende un aiuto economico dal fratello Stefano. Anita continua a tormentare Marta perché vuole sapere la verità sulla morte di Gabriele. Nino a sorpresa fa ritorno a scuola tra lo stupore dei compagni e, dovendo ripetere l’anno perso, la figlia di Luca si offre di aiutarlo ma il ragazzo fa fatica a riambientarsi. La moglie di Tano è preoccupata perché lui continua a restare chiuso in stanza e a parlare da solo. Nino, col suo comportamento, fa scappare i ragazzi ai quali la zia affittava una stanza e se la prende anche con lei per essere stata l’amante di suo padre. Luca capisce che tra Sylvie e Stefano c’è stato qualcosa.
In mare intanto, nel tentativo di far ripartire il motore, Lorenzo rimane ferito e mentre viene medicato da Gabriele racconta di aver ucciso un uomo in una rissa finita male e di essere stato in carcere per quattro anni. Le scorte di acqua e cibo vengono razionate e si fanno i turni di guardia sul ponte nella speranza di essere trovati.
- Ascolti: telespettatori 2 487 000 – share 15,30%.[3]

## Segreti
Anita continua a non darsi pace per la morte del figlio e pressa ancora Marta, che avendo scoperto di essere incinta vorrebbe abortire, e Tano, venendo così sospesa dalla Morelli.  Luca, accolto da Lorenzo dopo essere andato via di casa, in cantiere attacca Stefano per essersi preso il suo posto, ma l’amico si giustifica dicendo di essersi innamorato di Sylvie standole accanto nei momenti più difficili. Luca affronta la moglie che lo rassicura dicendo di amarlo senza alcun dubbio. Maia, figlia di Luca, inizia a frequentare Nino la cui zia Titti ha trovato un lavoro in un bar.
Intanto il relitto dell’Arianna rientra a Genova e viene ispezionato.
- Ascolti: telespettatori 2 979 000 – share 14,90%.[4]

## Il cerchio si chiude
I sopravvissuti vengono interrogati perché sulla nave è stato trovato del sangue e viene chiesto loro un campione di dna, e il gruppo si confronta. Nino a scuola prende a pugni un compagno che lo tormenta e la zia Titti non vuole ascoltare il consiglio, da parte dei dirigenti scolastici, di affidarlo ai servizi sociali: il ragazzo ringrazia poi la donna. Tano, che continua a parlare da solo con il figlio defunto, viene visitato in ospedale e si viene a sapere che ha un proiettile conficcato in una gamba, ma assolutamente non vuole che si venga a sapere. Anita viene a sapere da Ivan che il sangue sull’Arianna è di Lorenzo, il quale si giustifica dicendo agli inquirenti di essere stato medicato da Marta (quando in realtà lo aveva salvato Gabriele, che in quel momento era ancora vivo). Anita si presenta di nuovo a casa della nuora scoprendo che è incinta: Marta furiosa sostiene di aspettare un figlio da un'altra persona, e non da Gabriele, e la manda via. Sotto le abitazioni dei sopravvissuti appare la misteriosa scritta rossa "Assassini".
Sulla nave alcuni naufraghi avevano deciso di gettare in mare l’immigrata che giorni prima avevano salvato dalle onde, dopo avere scoperto che era malata, probabilmente di tubercolosi.
- Ascolti: telespettatori 2 511 000 – share 16,00%.[4]

## Assassini
Lorenzo, dopo aver sospettato inizialmente di Léa, si convince che il responsabile delle scritte sia Anita Clementi la quale, ancora sospesa, a sua volta chiede aiuto a Ivan per scoprire chi è stato ma dalle registrazioni delle telecamere non si capisce molto.
- Ascolti: telespettatori 2 830 000 – share 14,18%.[5]

## Bugie
Léa, tornata nella casa di Armando per prendere degli oggetti preziosi e lasciare il paese con la sorella gemella, viene assassinata e gettata dalla finestra sulla sua macchina nella quale la stava aspettando la sorella che torna a casa senza dir nulla per non essere presa di mira anche lei dall'assassino. Dopo questo fatto, il gruppo dei sopravvissuti si riunisce in un parcheggio e si ricompatta con la promessa di continuare a mantenere il silenzio su ciò che è successo sull'Arianna. Marta dice a Luca che è rimasta incinta di lui ma sottolinea di non avere pretese. Pressato dalla Clementi, Luca racconta che Armando si era ammalato e che è stato ucciso per pietà da Léa la quale si sarebbe suicidata per il senso di colpa; tuttavia l'ispettore non crede alla sua versione e promette di scoprire la verità. La sera di Capodanno del 2019 Luca racconta alla moglie di aver messo incinta Marta. Nino a una festa si è dichiarato a Maya prendendosi un pugno dal suo fidanzato Roberto.
Sulla nave intanto Léa e Armando si sposano simbolicamente con l'idea di ricelebrare la cerimonia una volta tornati a casa. Il capitano però si ammala come la ragazza africana gettata in mare dal gruppo e così prima viene isolato con Luca che prende il comando della nave e infine viene ucciso da Lorenzo e Gabriele.
- Ascolti: telespettatori 2 364 000 – share 14,57%.[5]

## Speranza
Anita dalla scena del crimine ha preso di nascosto un libro di Armando Leone dal quale evince che era ancora vivo al 31 dicembre. Si presenta quindi a casa della sorella di Léa facendole presente la cosa e chiedendole se la ragazza le avesse detto qualcosa, ma questa nega con rabbia e la manda via. Quando a casa si ripresenta il compagno-protettore di Adéle, si capisce che lei in realtà è Léa e che non è stata uccisa lei ma proprio la sorella. Il ragazzo pretende che si prostituisca con un uomo ma lei, dopo aver cenato insieme a lui, si rifiuta e scappa; la mattina seguente allontana con un coltello il compagno di Adéle. Stefano cerca di convincere Sylvie del fatto che Luca non è più la stessa persona nella speranza di farla riavvicinare a sé e tra i due parte un bacio. Luca cerca di chiarirsi con la moglie sulla morte di Armando e una sera salva Marta nel suo appartamento dall’aggressione del misterioso killer mettendolo in fuga. La ragazza, dopo un controllo in ospedale, con la scusa di essere incinta, viene accolta a casa di Anita mentre Luca mette in guardia il gruppo.
Il corpo di Armando viene gettato in mare e il gruppo è allo stremo dato che scarseggiano le scorte. Il padre di Nino viene pestato da Lorenzo e Gabriele per aver rubato dell’acqua.
- Altri interpreti: Antonio Gerardi (cliente di Adéle).
- Ascolti: telespettatori 2 575 000 – share 14,6%.[6]

## Vittime
Luca decide di andare con la famiglia dai suoceri a Gressoney per un po’ finché non si calmeranno le acque. Giuliani intende portare con sé anche Nino, che rimarrebbe da solo in città, ma per uno strano motivo il ragazzo intende restare perché tocca a lui affrontare l'assassino qualora si facesse vivo. Anche Lorenzo non segue il consiglio di Luca, deciso a rimanere a Genova con Alex. Tano è intenzionato a vendere la casa e a tornare in Sicilia con Paola e Filippo. Anita e Ivan, dopo aver saputo che Adéle (in realtà Léa) ha lasciato Genova, mostrano il libro con la dedica di Armando alla Morelli, che non intende ancora riaprire le indagini. Anita e Marta si scontrano di nuovo finché la ragazza confessa di aver rischiato di essere uccisa in casa. La sera stessa Tano non rientra a casa dopo essere uscito da solo per andare a recuperare il cellulare di Simone nel negozio di elettronica. Proprio quando Tano sembra scoprire qualcosa di sconvolgente sulla morte del figlio, il cadavere dell'uomo viene fatto ritrovare nel cantiere navale. Qui Anita affronta a muso duro Luca davanti a Sylvie dicendogli di iniziare finalmente a raccontare la verità se vuole sopravvivere. Il medico legale Orsini dice ai poliziotti che Tano è stato ucciso con un colpo alla testa aggiungendo di aver trovato un proiettile nella sua gamba. 
Sull’Arianna intanto il gruppo ha deciso di sequestrare Lorenzo e Gabriele per ristabilire l’ordine dopo gli ultimi tragici episodi. L'equipaggio intercetta sulla propria rotta una barca e i naufraghi possono festeggiare perché sanno che di lì a poco saranno tratti in salvo, ignari del fatto che per loro è l'inizio di un incubo ben peggiore di quanto vissuto finora.
- Altri interpreti: Massimo Olcese (Ottavio Orsini).
- Ascolti: telespettatori 2 324 000 – share 16,1%.[6]

## Fantasmi
Sylvie e le figlie raggiungono Gressoney, mentre Luca rimane a Genova e dice agli altri che forse è arrivato il momento di chiedere aiuto alla polizia per fermare il killer ma Lorenzo non ne vuole sapere. Anita chiede alla moglie di Tano come si sia procurato quella ferita ma anche lei non ne sa nulla. Paola vuole saperne di più ma si vede negare la verità da Marta quando le chiede spiegazioni. Nino si procura un coltello e nei pressi della ruota panoramica al porto antico, pensando di essere pedinato dal killer, accoltella per sbaglio l’amico Roberto che finisce in ospedale con una prognosi di 40 giorni. A casa Nino si lascia poi andare e racconta alla zia che i genitori sono morti nella sparatoria con i pirati venezuelani. Anita trova il cadavere del signor Mayer steso sul letto nel proprio appartamento. La salma, grazie al condizionatore lasciato acceso, è in uno stato di conservazione quasi perfetto. Il medico legale afferma che è morto per impiccagione almeno un mese e mezzo fa. Un fioraio dice all’ispettore che una donna ha comprato di recente proprio i girasoli freschi che lei ha ritrovato nell’appartamento dell’anziano e da una foto riconosce Lara Mayer il cui corpo non è mai stato ritrovato e perciò sarebbe sopravvissuta. È stata lei quindi a stendere sul letto il corpo del padre.
Il gruppo viene abbordato e preso in ostaggio da un gruppo di pirati venezuelani che dopo il saccheggio decidono di lasciare l’Arianna portandosi via la madre di Nino e Lara, quest’ultima sacrificata dal gruppo. Frank però reagisce recuperando la pistola di Lorenzo e sparando al capo Raúl: nella sparatoria, oltre al venezuelano, muore anche Giulia, colpita inavvertitamente dal marito. Lo stesso Frank rimane ferito (in maniera apparentemente grave) insieme a Tano mentre gli altri due pirati scappano portando con sè Lara in preda alla disperazione.
- Altri interpreti: Christian Laiontini (Raúl), Massimo Olcese (Ottavio Orsini).
- Ascolti: telespettatori 2 911 000 – share 14,51%.[7]

## Espiazione
Al funerale di Tano al cimitero di Staglieno la moglie aggredisce verbalmente il gruppo e così Luca ribadisce loro di volersi rivolgere alla polizia, cosa che però non farà mai. Anita risale al nascondiglio di Lara Mayer ritrovandovi diverse foto dei sopravvissuti, di cui si sarebbe quindi voluta vendicare, e delle registrazioni fatte con la videocamera sulla nave tra cui una sequenza che riprende Gabriele, prova inconfutabile che fosse sopravvissuto alla tempesta. Lorenzo scopre che Alex si è procurata dei documenti e un cellulare ma la ragazza spiega che si sta tenendo in contatto con una donna che le ha chiesto 100.000 dollari per farle rivedere suo figlio (Alex, da cui lei ha preso il nome per non farsi trovare da quelli dell'isola). In un primo momento il ragazzo teme che sia stata lei a tradire il gruppo dei sopravvissuti e, preso da un attimo di rabbia e delusione per essere stato ingannato per tutto quel tempo da lei, si è fatto raccontare la verità, minacciandola con una pistola; Lorenzo mostrerà poi la sua umanità e di avere un cuore decidendo di aiutarla a trovare i soldi necessari per risolvere la delicata questione. Alla stazione di Genova Principe Nino rivede Maia, tornata all’improvviso dalla montagna, e dopo averla tranquillizzata la riaccompagna a casa. Qui però la ragazza cade nella trappola di Lara la quale punta una pistola contro Luca all’arrivo sul tetto con l’intento di giustiziarlo. Mentre gli sta dicendo di non avere a che fare con la morte di Tano, interviene Lorenzo che la uccide con la sua pistola inscenando poi una aggressione ai due da parte della donna e una propria legittima difesa. Maia era stata rinchiusa in un armadio e all’arrivo della polizia inveisce contro il padre abbracciando Stefano accorso sul posto avendo saputo da Sylvie della sua scomparsa. Marta mente ancora quando racconta ad Anita che il figlio è morto di stenti come un eroe.
Sull’Arianna Marta, dopo essere stata violentata da Gabriele rimanendo di conseguenza incinta, aveva dichiarato il falso accusando il compagno di aver finito l’acqua rimasta e così il gruppo aveva deciso di gettarlo in mare secondo la regola istituita del “chi ruba muore”.
Léa guarda gli ultimi aggiornamenti al telegiornale e dice al padre che vuole tornare a Genova, Titti decide di affidare Nino ai servizi sociali tradendo la sua fiducia, Stefano si riavvicina a Sylvie, stanca delle bugie di Luca, e quando svuota la cesta della biancheria sul fondo rimane una catenina appartenente a Tano (ciò lascia supporre che potrebbe essere stato lui quindi ad ucciderlo nel proprio cantiere dopo che questo lo aveva collegato alla morte del figlio Simone). Lorenzo si dichiara disponibile a trovare i soldi necessari ad Alex per ricongiungersi con il figlio e i due festeggiano facendo l'amore nella vasca. Nel finale si scopre che l’Arianna era sulla rotta della lussuosa imbarcazione Lilith sulla quale si trovava Alex insieme a una bambina. Può essere la stessa che è apparsa negli incubi di Nino? Ulteriori interrogativi nascono dal fatto che la parola Lilith è incisa anche su un orologio di Lorenzo.
Troppi sono ancora gli interrogativi. Per esempio perché Adéle era entrata nell’abitazione di Leone venendo poi uccisa al posto di Léa? Perché Luca era sicuro che fosse suo il figlio di Marta quando questa era stata violentata da Gabriele? È stato Stefano ad uccidere Tano e, se sì, per quale motivo? Cosa è successo per davvero a Simone, il figlio di Tano? Come si è procurato le cicatrici sulla schiena Luca? Cosa rappresentano i disegni di Nino? Come è morto Frank dopo essere rimasto ferito? Che ruolo ha avuto Alex nel naufragio dell’Arianna? Quando e come i naufraghi sono finiti sull’isola di cui si è parlato (sull'Arianna era stata trovata della sabbia)? Si tratta forse della stessa isola che si intravvede nelle ultime sequenze dal Lilith in lontananza? Luca e Stefano hanno fatto qualcosa ad Arianna, la figlia di Armando, e per questo era stato ingaggiato Lorenzo per uccidere Gabriele, che era stato il dottore di Arianna? E chi è l'uomo misterioso, padre del bambino di Alex, che tutti temono? E la bambina con Alex nell’ultima scena chi è?
- Ascolti: telespettatori 2 593 000 – share 16,53%.[7]